# 狐崎あやめ
狐崎 あやめ（こざき あやめ、10月31日 - ）は、日本の女性声優。以前はArtPoolRecordsに所属していた。

## 経歴・人物
2019年、鉄道駅で働く人をモチーフに鉄道の活性化を図るプロジェクト『駅ナカで会いましょう。』のオーディションに合格し、同プロジェクトのキャラクター「西本いくの」役でデビューを果たす。2020年には、音声配信サービス「LisBo（リスボ）」において労苦体験手記「平和の礎」の朗読を担当。声優活動以外にも、同サービスの配信作品『AIの帝国』『ビーハイヴ・グラフティ！』のイラストを手掛けるなど多才で知られる。本人によると、身長は168.5〜169cm。